# بي إم دبليو إم4
بي أم دبليو أم 4 هي سيارة رياضية مترفة. يتكون المحرك من ست أسطوانات متتالية، سعة 3 ليتر مع تكنولوجيا أم توين باوير توربو لشحن الهواء المزدوج، بطاقة إجمالية تصل إلى 431 حصاناً عند 5500 د.د. مع حد أقصى لعزم الدوران يبلغ 56 م/كلغ. تستخرج على سرعات دوران تتراوح ما بين 1850 و5500 د.د. ويتصل هذا المحرك القوي والذي يبلغ معدل استهلاكه للوقود 8,8 ليترات لكل مئة كلم. بعلبة تروس يدوية من ست نسب أمامية أو بعلبة تروس اوتوماتيكية من سبع نسب أمامية مع قابضي فاصل كلاتش مزدوج.